# 30 Seconds to Mars (album)
30 Seconds To Mars – pierwsza płyta zespołu 30 Seconds to Mars.
Album został wydany 27 sierpnia 2002 roku nakładem wytwórni Immortal Records.
Płyta promowana była przez dwa single "Capricorn (A Brand New Name)" oraz "Edge of the Earth".

## Utwory na płycie
- 1. "Capricorn (A Brand New Name)" – 3:53
- 2. "Edge of the Earth" – 4:37
- 3. "Fallen (Jupiter)" – 4:57
- 4. "Oblivion" – 3:27
- 5. "Buddha for Mary" – 5:43
- 6. "Echelon" – 5:47
- 7. "Welcome to the Universe" – 2:38
- 8. "The Mission" – 4:02
- 9. "End of the Beginning" – 4:37
- 10. "93 Million Miles" – 5:18
- 11. "Year Zero" – 5:01

ukryta ścieżka
- 12. "Hidden to Label (The Struggle)" – 1:50